# Agathia dimota
Agathia dimota là một loài bướm đêm trong họ Geometridae.